# Alfa Romeo Tipo A
L'Alfa Romeo Tipo A Monoposto  è un'autovettura da competizione prodotta dall'Alfa Romeo nel 1931. Fu la prima monoposto costruita dalla casa automobilistica milanese.

## Storia
Progettata da Vittorio Jano, era dotata di due motori a sei cilindri in linea da 1.752 cm³ di cilindrata. Ad essi erano associate due scatole del cambio affiancate ed un sistema di sovralimentazione. Il motore, che aveva una potenza di 230 bhp, permetteva al veicolo di raggiungere una velocità massima di 194 km/h. Il motore era anteriore, mentre la trazione era posteriore. Il cambio era manuale a tre rapporti. Il modello, che era quindi straordinariamente potente grazie all'installazione dei due motori, era però poco robusto e difficile da controllare.
Vinse la Coppa Acerbo nel 1931 con Giuseppe Campari, mentre Tazio Nuvolari si classificò terzo.
La morte sul circuito di Monza di Luigi Arcangeli mentre provava per il Gran Premio d'Italia del 1933 ed i problemi tecnici dati dal modello, spinsero l'Alfa Romeo a iniziare il progetto di una nuova auto da corsa, la Tipo B (conosciuta anche come "P3'"), sempre sotto la supervisione di Vittorio Jano.
Furono realizzati solo 4 esemplari. Esiste una replica al Museo storico Alfa Romeo di Arese.